# Giải Nhân quyền của Liên Hợp Quốc
Giải Nhân quyền của Liên Hợp Quốc là một giải thưởng về nhân quyền, được Đại hội đồng Liên Hợp Quốc lập ra theo Nghị quyết số 2217 năm 1996, nhằm vinh danh và ca ngợi các người, các tổ chức có đóng góp xuất sắc vào việc thúc đẩy cùng bảo vệ nhân quyền được thể hiện trong Tuyên ngôn Quốc tế Nhân quyền và trong Các văn kiện nhân quyền quốc tế và khu vực của Liên Hợp Quốc.
Những người đoạt giải do một Ủy ban đặc biệt tuyển chọn gồm các chủ tịch của Đại hội đồng Liên Hợp Quốc, Hội đồng Kinh tế và Xã hội Liên Hợp Quốc, Ủy ban Nhân quyền Liên Hợp Quốc, Ủy ban Địa vị Phụ nữ Liên Hợp Quốc, và Tiểu ban Thúc đẩy và Bảo vệ Nhân quyền.
Biểu hiệu của giải là một tấm kim loại được thiết kế mỹ thuật, mang hình con dấu của Liên Hợp Quốc, có khắc một câu trích dẫn thích hợp.
Không giống như các giải Nobel – Giải Nhân quyền của Liên Hợp Quốc không có phần thưởng bằng tiền.
Giải được trao mỗi 5 năm, và được trao lần đầu vào năm 1968. Theo truyền thống, buổi lễ trao giải thường được tổ chức vào ngày 10 tháng 12, ngày được Liên Hợp Quốc chỉ định là Ngày Nhân quyền Quốc tế.

## Giải 2008
- Louise Arbour, cựu Cao ủy Nhân quyền Liên Hợp Quốc (Canada)
- Benazir Bhutto, cựu Thủ tướng Pakistan và Lãnh đạo phe đối lập Pakistan (bị ám sát, truy tặng)
- Ramsey Clark, cựu Bộ trưởng Tư pháp Hoa Kỳ
- Carolyn Gomes thuộc nhóm Jamaicans for Justice (Những người Jamaica vì Công lý)
- Denis Mukwege, đồng sáng lập "Bệnh viện Panzi" (Cộng hòa Dân chủ Congo)
- Dorothy Stang, nữ tu sĩ Brasil bị giết chết (truy tặng)
- Tổ chức Theo dõi Nhân quyền

## Giải 2003
- Enriqueta Estela Barnes de Carlotto, chủ tịch hội Những người bà của Quảng trường tháng Năm (Argentina)
- Mano River Women's Peace Network (Mạng lưới Hòa bình của Phụ nữ sông Mano) (Sierra Leone, Liberia và Guinea)
- Family Protection Project Management Team (Đội quản lý Dự án bảo vệ gia đình) (Jordan)
- Deng Pufang, chủ tịch China Disabled Persons' Federation (Liên đoàn những người tàn tật Trung Quốc) (Cộng hòa Nhân dân Trung Hoa)
- Shulamith Koenig, giám đốc điều hành People's Movement for Human Rights Education (Phong trào nhân dân Giáo dục Nhân quyền) (Hoa Kỳ)
- Sérgio Vieira de Mello, Đại diện đặc biệt của Liên Hợp Quốc bị sát hại ở Iraq (truy tặng) (Brasil)

## Giải 1998
- Sunila Abeyesekera, giám đốc điều hành INFORM (Mạng thông tin tập trung về các phong trào tôn giáo) (Sri Lanka)
- Angelina Acheng Atyam, người sáng lập Concerned Parents Association (Uganda)
- Jimmy Carter, cựu tổng thống Hoa Kỳ
- José Gregori, thư ký đặc biệt phụ trách nhân quyền thuộc Phủ tổng thống Brasil
- Anna Sabatova, người sáng lập Hiến chương 77 (Cộng hòa Séc)
- Mọi Nhà hoạt động nhân quyền, "hàng ngàn cá nhân can đảm khắp thế giới"

## Giải 1993
- Hassib Ben Ammar, chủ tịch Viện Nhân quyền Ả Rập (Tunisia)
- Erica-Irene Daes, chủ tịch Working Group on Indigenous Populations (Nhóm làm việc về số dân bản xứ) (Hy Lạp)
- James P. Grant, giám đốc điều hành UNICEF (Hoa Kỳ)
- Ủy ban quốc tế luật gia (trụ sở ở Genève)
- Toàn bộ nhân viên Y khoa Bệnh viên trung ương Sarajevo
- Sonia Picado Sotela, phó chủ tịch Tòa án Nhân quyền liên Mỹ (Costa Rica)
- Ganesh Man Singh, lãnh đạo tối cao của (tiếng Nepal: सर्वमान्य नेता)[2] và chỉ huy Phong trào Dân chủ 1990[3] (Nepal)
- Liên hiệp Phụ nữ Sudan (Sudan)
- Julio Tumiri Javier, người sáng lập Permanent Assembly of Human Rights (Hội đồng Nhân quyền thường trực) (Bolivia)

## Giải 1988
- Baba Amte, luật sư bảo vệ nhân quyền (Ấn Độ)
- John Peters Humphrey, giám đốc United Nations Division of Human Rights (Phân ban Nhân quyền Liên Hợp Quốc ?) (Canada)
- Adam Lopatka, chủ tịch Tòa án tối cao (Ba Lan)
- Leonidas Proaño, giám mục (Ecuador)
- Nelson Mandela, luật sư và chính khách (Nam Phi)
- Winnie Mandela, công nhân y tế xã hội (Nam Phi)

## Giải 1978
- Begum Ra'Ana Liaquat Ali Khan (Pakistan)
- Prince Sadruddin Aga Khan (Iran)
- Martin Luther King (Hoa Kỳ) (truy tặng)
- Helen Suzman (Nam Phi)
- Ủy ban Chữ thập đỏ quốc tế
- Ân xá Quốc tế
- Vicaría de la Solidaridad (Chile)
- Union nationale des femmes de Tunisie (Tunisia)

## Giải 1973
- Taha Hussein, giáo sư văn học (Ai Cập)
- C. Wilfred Jenks, tổng giám đốc International Labour Office (Vương quốc Anh) (truy tặng)
- María Lavalle Urbina, luật sư (México)
- Abel Muzorewa, chủ tịch Đại hội Dân tộc Phi (Namibia)
- Seewoosagur Ramgoolam, thủ tướng Mauritius
- U Thant, Tổng thư ký Liên Hợp Quốc (Myanma)

## Giải 1968
- Manuel Bianchi, chủ tịch Ủy ban Nhân quyền Liên-Mỹ (Chile)
- René Cassin, ủy viên Ủy ban Nhân quyền Liên Hợp Quốc (Pháp)
- Albert Luthuli, chủ tịch Đại hội Dân tộc Phi (Nam Phi) (truy tặng)
- Mehranguiz Manoutchehrian, luật sư & thượng nghị sĩ (Iran)
- Petr Emelyanovich Nedbailo, ủy viên Ủy ban Nhân quyền Liên Hợp Quốc (Ukraina)
- Eleanor Roosevelt, chủ tịch Ủy ban Nhân quyền Liên Hợp Quốc (Hoa Kỳ) (truy tặng)